# Economía colaborativa

Logo de Airbnb

La Economía colaborativa, también llamada economía compartida (del inglés *sharing economy*) o  economía de intercambio, es un término general sin una definición clara.  Es un término que se usa para referirse de una forma amplia a un nuevo conjunto de modelos de negocio que están basados en compartir recursos privados subutilizados para obtener beneficios tanto económicos como no-económicos, y que puede presentarse en modelos con relaciones entre iguales (Peer-to-Peer o Business-to-Business) o en modelos con relaciones negocio/empresa a consumidor ('Business-to-Consumer').
Compartir no es una fenómeno nuevo. Sin embargo, el crecimiento actual se basa en que la aparición y utilización de Internet y de las plataformas digitales que la facilitan enormemente. Las plataformas que la facilitan, por el pago de un precio, conllevan resultados de muy alto impacto en la economía.
Podríamos decir que la economía colaborativa es aquella que permite utilizar, compartir, intercambiar o invertir recursos o bienes, pudiendo existir o no una contraprestación monetaria entre los usuarios, y que puede estar conformada por aquellos modelos de producción, consumo o financiación que se basan en la intermediación entre la oferta y la demanda generada en relaciones entre iguales (P2P o B2B), o bien de particular a profesional, a través de plataformas digitales que no prestan el servicio subyacente, generando un mayor aprovechamiento de los bienes y recursos existentes pero infrautilizados.
El término economía colaborativa es un término paraguas para un amplio conjunto de servicios, actividades y negocios en los que se involucran diversos desarrollos y tecnologías y que fomentan el compartir el acceso y el consumo de bienes y servicios a través de
plataformas ya sean estas en línea -a través de internet- o fuera de línea.

## Concepto diverso
Sin embargo, muchos comentaristas afirman que el término sigue siendo válido como un medio para describir un mercado generalmente más democratizado, incluso cuando se aplica a un espectro más amplio de servicios. El consumo colaborativo, o la economía de intercambio, se refiere a los sistemas de circulación de recursos que permiten un rol bilateral del consumidor, en el cual los consumidores pueden actuar como proveedores de recursos o como receptores de recursos.
El intercambio puede realizarse directamente entre pares, o indirectamente a través de un mediador (por ejemplo, tienda, sitio web, aplicación); en línea o fuera de línea; gratis o por otra compensación (por ejemplo, dinero, puntos, servicios, etc.)  Esta visión permite una comprensión más amplia de la economía del intercambio basada en los criterios generales de la capacidad cambiante del rol de los consumidores.
La economía compartida también se conoce como consumo colaborativo, economía colaborativa o economía de pares. Se refiere a un modelo de mercado híbrido de intercambio peer-to-peer. Estas transacciones a menudo se facilitan a través de servicios en línea basados en la comunidad. Uberización es también un nombre alternativo para el fenómeno.
La economía del intercambio puede tomar una variedad de formas, incluyendo el uso de tecnología de la información para proporcionar a las personas información que permita la optimización de los recursos a través de la mutualización del exceso de capacidad en bienes y servicios. Una premisa común es que cuando la información sobre bienes se comparte (generalmente a través de un mercado en línea), el valor de esos bienes puede aumentar para el negocio, para los individuos, para la comunidad y para la sociedad en general.
El consumo colaborativo como un fenómeno es una clase de acuerdos económicos en los que los participantes mutualizan el acceso a los productos o servicios, además de encontrar formas originales de propiedad individual. El fenómeno se deriva del deseo creciente de los consumidores de controlar su consumo en lugar de ser "víctimas pasivas" del hiperconsumo. El mercado de alquiler entre consumidores está valorado en 26 mil millones de dólares, con la frecuente aparición de nuevos servicios y plataformas.
El modelo de consumo colaborativo se utiliza en mercados en línea como eBay, así como en sectores emergentes como préstamos sociales, alojamiento de igual a igual, experiencias de viaje de igual a igual, asignaciones de tareas de igual a igual o asesoramiento sobre viajes, y carsharing or commute-bus sharing.
El Harvard Business Review, el Financial Times y muchos otros han argumentado que "economía compartida" es un nombre inapropiado. El Harvard Business Review sugirió que el descriptor correcto para la economía de intercambio en el sentido amplio del término es "economía de acceso". Los autores escriben: "Cuando 'compartir' está mediado por el mercado, cuando una empresa es un intermediario entre consumidores que no se conocen entre sí, ya no se comparte en absoluto. Más bien, los consumidores están pagando para acceder a los bienes o servicios de otra persona".

## Alcance

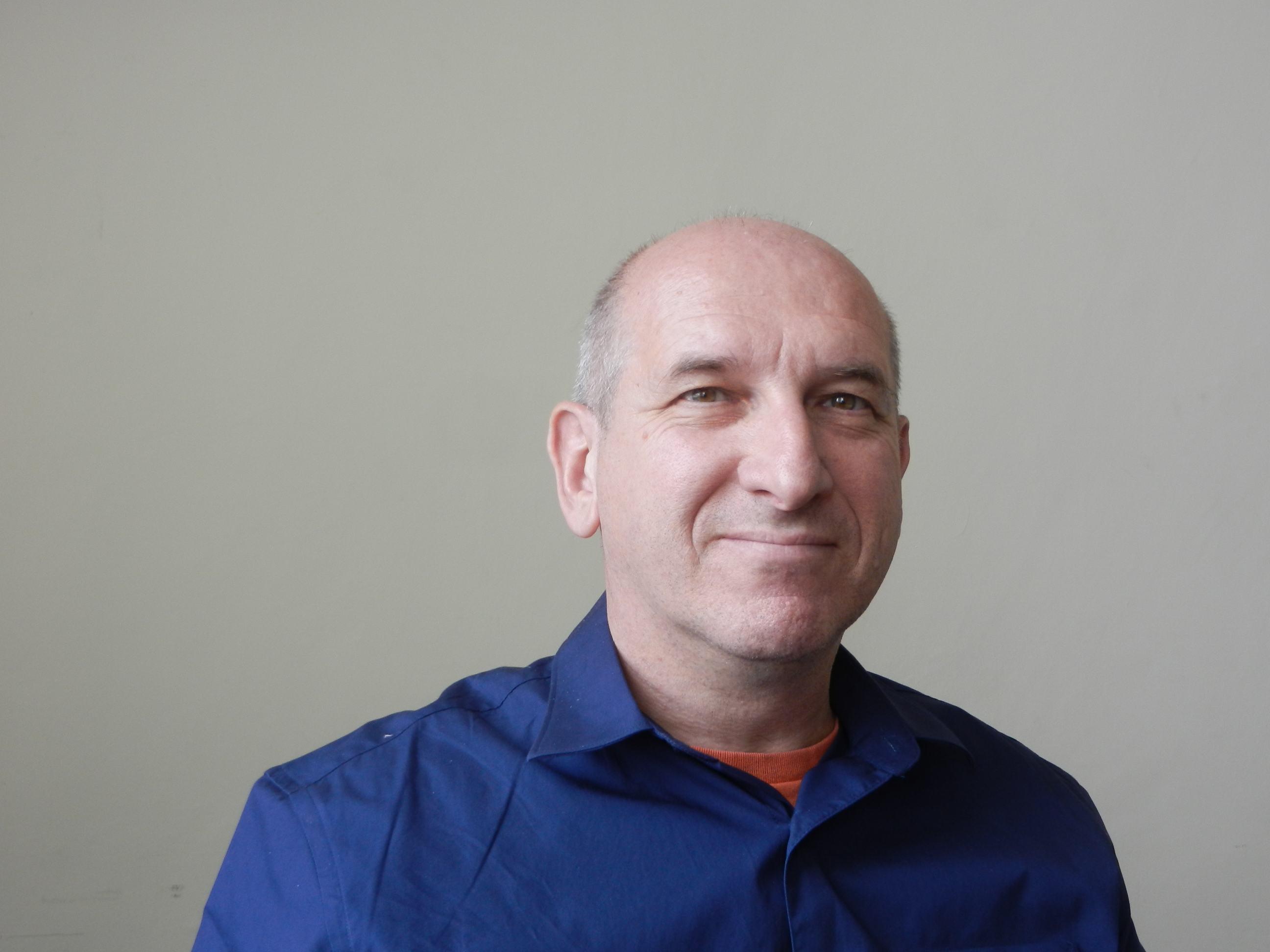
Michel Bauwens, investigador belga, ha teorizado sobre la producción entre pares

Según el experto en economía compartida Alex Stephany, es un misterio quién usó por primera vez el término economía compartida, que ha dejado el término "sin un tutor y vulnerable a definiciones vagas".
Existe una variedad de definiciones. "La gente que comparte" es una de las definiciones más amplias, que abarca la economía bajo demanda, la economía concertada, las redes sociales y mucho más. Las definiciones académicas tienden a ser más limitadas, limitando la economía de intercambio a solo transacciones entre pares y, a veces, limitando aún más la definición a transacciones entre pares que se relacionan con el intercambio temporal de bienes físicos. Otro conjunto de definiciones limitadas utilizadas por los activistas de la cultura libre, miembros del movimiento cooperativo y similares, excluye a las empresas con fines de lucro de la economía de intercambio, incluso si solo facilitan las transacciones de igual a igual.
Algunas veces se llama "real" o "verdadera" economía de intercambio, cuando las organizaciones que operan dentro de tales definiciones son en su mayoría pequeñas y localistas, dirigidas por voluntarios de manera cooperativa, aunque a veces también por gobiernos y autoridades municipales. Pueden incluir algunas organizaciones que operan sin transacciones en línea.  Sin embargo, la "verdadera" economía de intercambio incluye algunos sitios web grandes disponibles internacionalmente, como Freecycle.

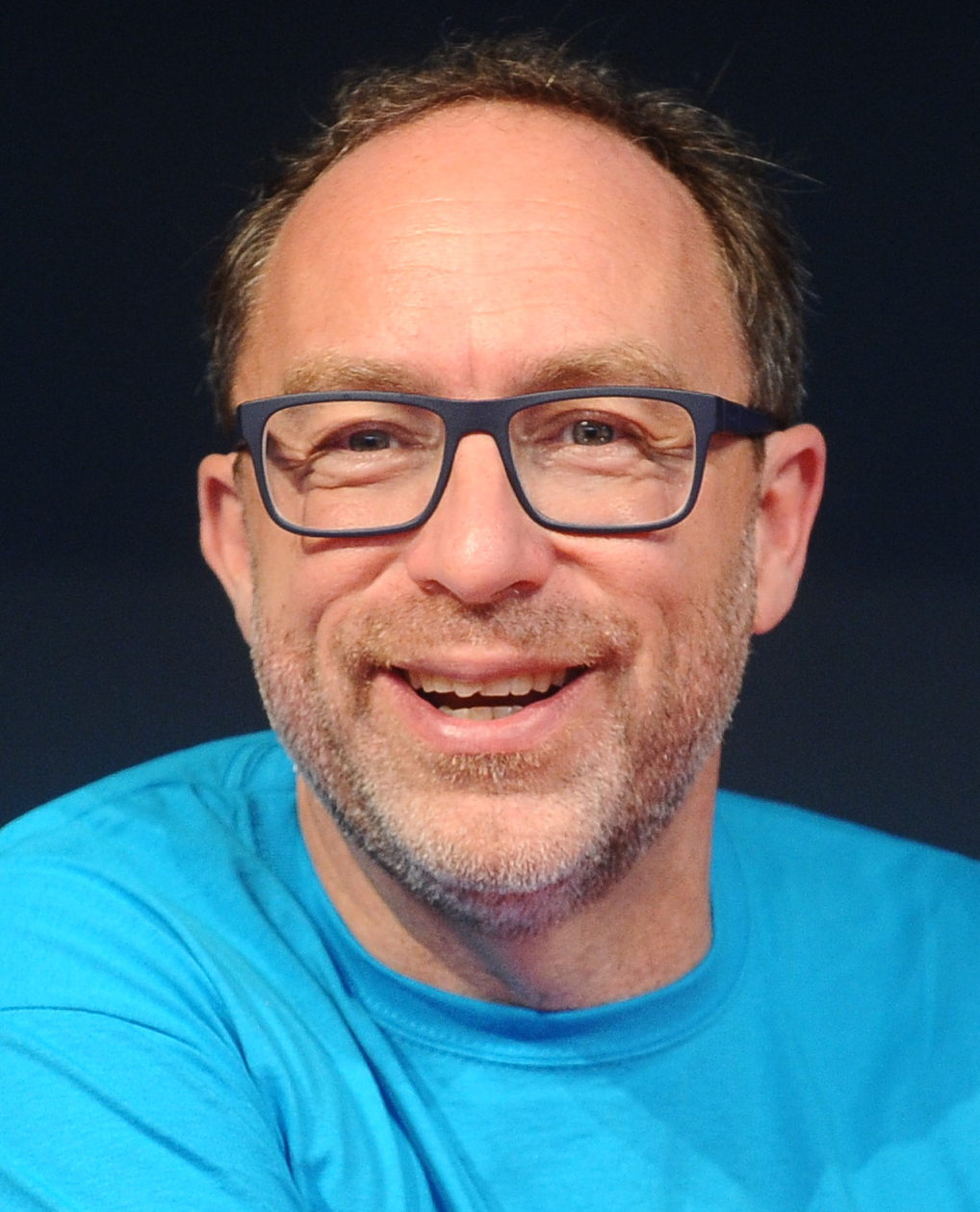
Jimmy Wales, cofundador y promotor de Wikipedia

El término economía colaborativa se ha utilizado ampliamente desde alrededor de 2010, pero según una encuesta de Pew realizada en el invierno de 2015, solo el 27% de los estadounidenses había oído hablar del término.
Los encuestados que habían oído hablar del término tenían opiniones divergentes sobre lo que significaba, y muchos pensaron que se refería a "compartir" en el sentido tradicional del término.  En 2010 y 2011, muchas personas involucradas con la economía de intercambio consideraron que se trata de compartir en el sentido tradicional. Un ejemplo comúnmente utilizado en ese momento fue la idea de compartir un taladro eléctrico, una herramienta que muchos consumidores podrían usar durante solo unos minutos de su vida. Los defensores dijeron que tenía sentido para los consumidores regulares no comprar su propio taladro eléctrico, sino pedir prestado a otros en su lugar, y que este préstamo podría ser facilitado por las plataformas en línea. Se lanzaron varias empresas nuevas para ayudar a las personas a compartir taladros y productos similares en este sentido. Sin embargo, mirando hacia atrás a partir de 2015, estaba claro que los consumidores en general no habían estado interesados en tales intercambios temporales, lo que llevó al fracaso de muchas nuevas empresas que tenían como objetivo facilitar el intercambio tradicional.  Si bien algunas plataformas exitosas como Airbnb o CanWork pueden describirse como involucrar el intercambio de un recurso, a partir de 2016 se ha criticado ampliamente que el término compartir economía es engañoso.
El alcance de la economía del intercambio ha sido un tema de debate académico.  Dependiendo de los criterios utilizados, algunas plataformas se incluirían dentro de la economía compartida, pero no otras. Por ejemplo, considerando si las empresas se autodescriben como parte de la economía del intercambio, TaskRabbit se incluiría, pero no el mechanical Turk.
Las implementaciones comerciales abarcan una amplia gama de estructuras que incluyen principalmente estructuras cooperativas con fines de lucro y, en menor medida, cooperativas. La economía del intercambio proporciona un acceso ampliado a productos, servicios y talento más allá de la propiedad individual o individual, lo que a veces se denomina "falta de voto". Los individuos participan activamente como usuarios, proveedores, prestamistas o prestatarios en esquemas de intercambio entre pares variados y en evolución que a menudo están mediados por la web .

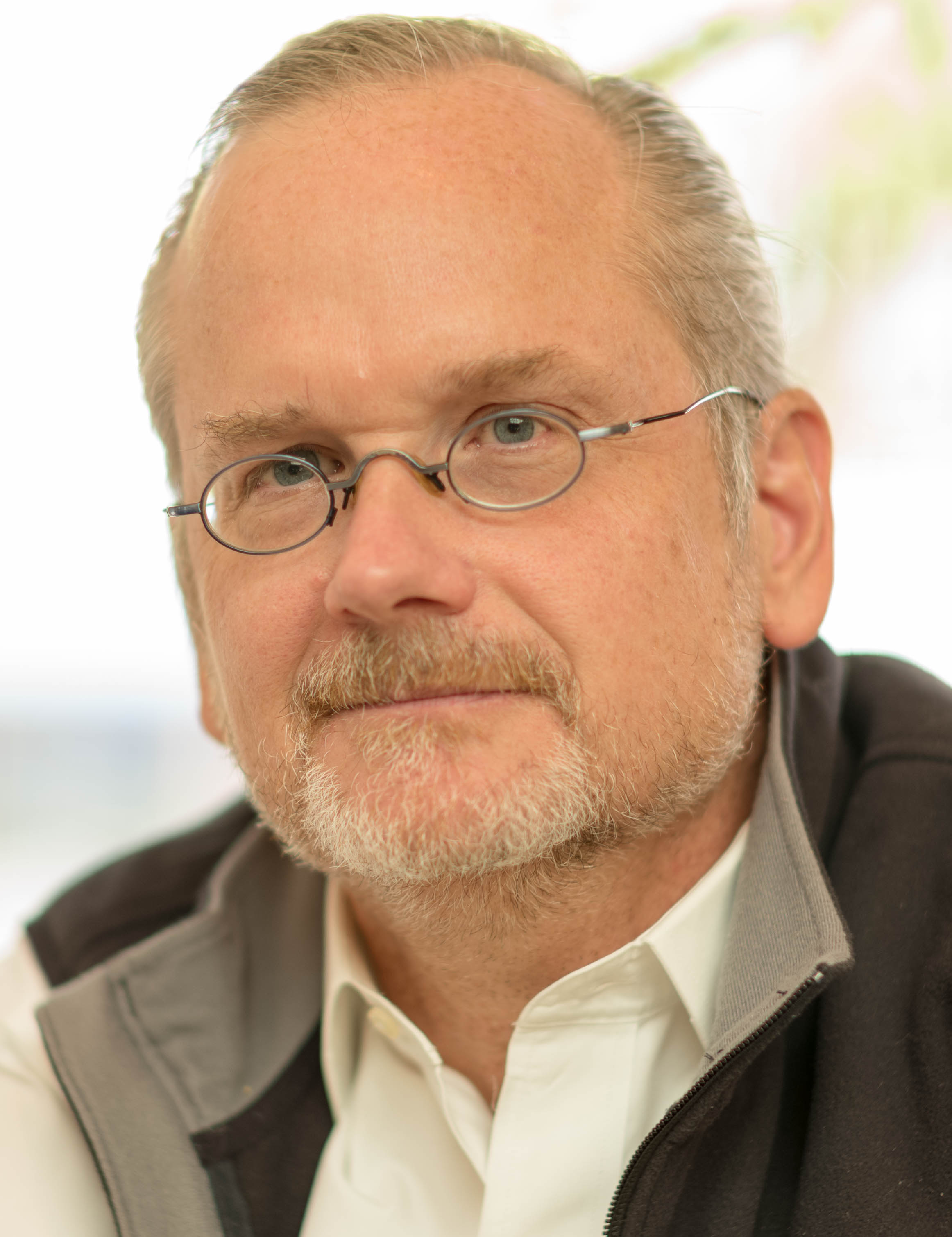
Lawrence Lessig, abogado y académico especializado en derecho informático, en 2017

## Historia
Varios macro desarrollos clave llevaron a la (re)emergencia de la mutualización en el consumo. La "economía de intercambio" es el resultado de varios cambios tecnológicos, económicos, políticos y sociales profundamente arraigados:
- Tecnológico: la web transformó la relación de los consumidores con la adquisición de bienes y servicios .
- Económico: La gran recesión experimentó una disminución de los ingresos personales estables, así como la reducción del "excedente" de los ingresos disponibles y el poder adquisitivo .
- Político: debilitamiento del Estado y mayor viabilidad de mecanismos alternativos de intercambio .
- Social: el consumo personal como pilar central de las opciones de estilo de vida óptimas comenzó a ser cuestionado .

El término "economía compartida" comenzó a aparecer a principios de la década de los 2000, a medida que surgían nuevas estructuras empresariales debido a la Gran Recesión, que permitían las tecnologías sociales y un creciente sentido de urgencia en torno al crecimiento de la población mundial y el agotamiento de los recursos..El profesor Lawrence Lessig posiblemente fue el primero en usar el término en 2008, aunque otros afirman que el origen del término es desconocido.
Sin embargo, los fenómenos de la economía compartida surgieron mucho antes de 2008, incluso en el sentido de intercambio coordinado por las plataformas en línea.  Una inspiración fue la tragedia de los bienes comunes, que se refiere a la idea de que cuando todos actuamos únicamente por nuestro propio interés, agotamos los recursos compartidos que necesitamos para nuestra propia calidad de vida. El profesor de derecho de Harvard, Yochai Benkler, uno de los primeros defensores del software de código abierto, planteó que la tecnología de red podría mitigar este problema a través de lo que denominó 'producción de pares basada en el bien común', un concepto articulado por primera vez en 2002. Luego, Benkler extendió ese análisis a los "bienes compartibles" al compartir bien: los bienes compartibles y la aparición del compartir como una modalidad de producción económica .
El término "consumo colaborativo" fue acuñado por Marcus Felson y Joe L. Spaeth en su artículo "Estructura de la comunidad y consumo colaborativo: un enfoque de actividad de rutina" publicado en 1978 en American Behavioral Scientist .

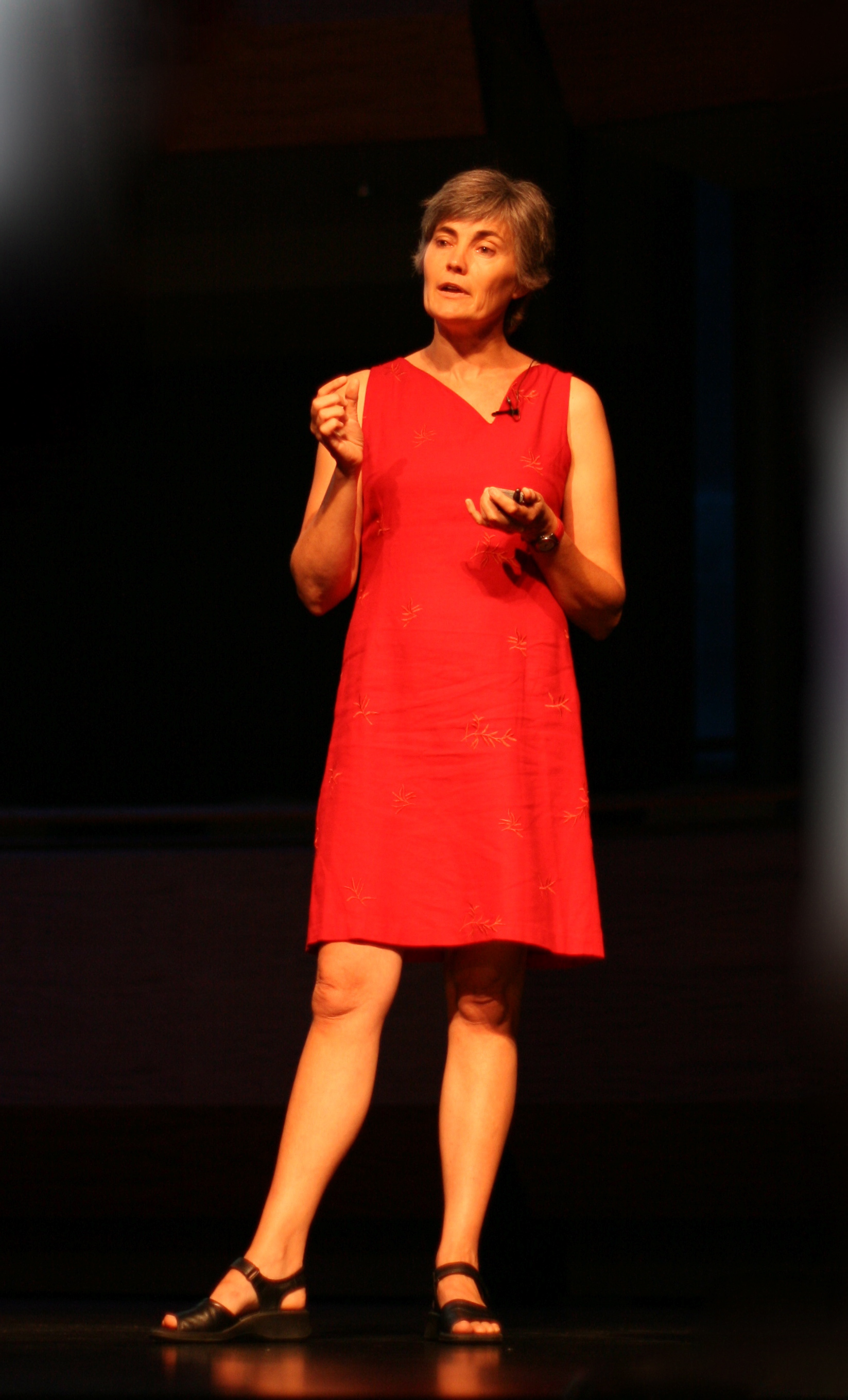
Robin Chase, cofundadora y ex CEO de Zipcar, fotografiada en 2008

En 2011, el consumo colaborativo fue incluido como una de las 10 ideas de la revista TIME que cambiará el mundo.
Un estudio reciente, utilizando bibliometría y análisis de redes, analizó la evolución de la investigación académica sobre el consumo colaborativo e identificó que esta expresión comenzó en 2010 con el libro de Botsman y Rogers (2010) "Lo que es mío es tuyo: el auge del consumo colaborativo".  El número de estudios publicados sobre el tema aumentó luego exponencialmente en 2014. Además, hay cuatro grupos de investigación:
1. Exploración y conceptualización del consumo colaborativo;
2. Comportamiento del consumidor y empirismo de marketing;
3. Sistemas de mutualización e intercambio;
4. La sostenibilidad en la economía colaborativa.

El análisis sugiere que este último grupo no fue investigado en comparación con los otros tres, pero ha comenzado a aumentar su importancia desde 2017. 

### Desarrollos desde 2014
El Gobierno del Reino Unido en su Presupuesto de 2015 estableció objetivos para mejorar el crecimiento económico, incluyendo hacer de Gran Bretaña el "...mejor lugar del mundo para comenzar, invertir y hacer crecer un negocio, incluso a través de un paquete de medidas para ayudar a desbloquear el potencial de la economía del intercambio..."  : 4 
También en 2015, la editorial Palgrave Macmillan publicó The Business of Sharing de Alex Stephany, CEO de JustPark.  El libro presenta entrevistas con empresarios de alto perfil como Martin Varsavsky y capitalistas de riesgo como Fred Wilson. 

### Tamaño y crecimiento
El rápido crecimiento de la economía compartida se ha observado con frecuencia.  Sin embargo, según un informe del Departamento de Comercio de los Estados Unidos en junio de 2016, la investigación cuantitativa sobre el tamaño y el crecimiento sigue siendo escasa. Las estimaciones de crecimiento que existen pueden ser difíciles de evaluar debido a definiciones diferentes y en ocasiones no especificadas sobre qué tipo de actividades cuentan como transacciones de economía compartida.
El informe de junio de 2016 resume la investigación actualmente disponible. Esto incluyó un estudio realizado en 2014 por PricewaterhouseCoopers, que analizó cinco componentes de la economía del intercambio: viajes, autos compartidos, finanzas, personal y transmisión. Encontró que el gasto global en estos sectores totalizó alrededor de 15 mil millones de dólares en 2014, lo que representó solo alrededor del 5% del gasto total en esas áreas. El informe también pronostica un posible aumento del gasto de "economía compartida" en estas áreas a 335 mil millones para 2025, lo que sería aproximadamente el 50% del gasto total en dichas cinco áreas. Un estudio de PricewaterhouseCoopers realizado en 2015 descubrió que casi una quinta parte de los consumidores estadounidenses participan en algún tipo de actividad de economía compartida. Un informe de 2017 de Diana Farrell y Fiona Greig sugirió que al menos en los EE. UU., el crecimiento de la economía compartida podría haber alcanzado su punto máximo.
Un estudio ordenado por la Comisión Europea indicó que el volumen de transacciones P2P en la Unión Europea en cinco sectores (ventas de bienes, alquileres de alojamiento, bienes compartidos, trabajos ocasionales y viajes compartidos) totalizó 27,9 mil millones de euros en 2015.  En China, la economía nacional compartida se duplicó en 2016, alcanzando 3,45 billones de yuanes (500 mil millones de dólares) en volumen de transacciones, y se esperaba que creciera un 40% anual en promedio durante los próximos años, según el Centro de Información Estatal del país.  Según TIARCENTER y la Asociación Rusa de Comunicaciones Electrónicas, ocho vectores clave de la economía compartida de Rusia (ventas de C2C, trabajos ocasionales, uso compartido de vehículos, alquiler de vehículos, oficinas compartidas, financiación colectiva y distribución de bienes) aumentaron un 30% a 511 mil millones de rublos) en 2018.

## Clasificaciones

### Según la forma en las personas colaboran
Podemos clasificar los movimientos de economía colaborativa según a la forma en que las personas colaboran:
- Offline

Son modelos que suceden gracias a comunidades de personas. Por ejemplo, los bancos de tiempo, los grupos de consumo, los huertos urbanos, los espacios makers, los fablabs o los coworkings.
- En línea

Son modelos que suceden gracias a la plataformas en línea. Estas plataformas, gracias a la facilidad de conectar de manera instantánea oferta y demanda, han propiciado la expansión y el crecimiento exponencial de estos modelos. La actividad de la plataforma es la de intermediación, como un prestador de servicios de la sociedad de la información. Esta actividad, por sí misma, no es lo que se considera economía colaborativa, sino que es una actividad mercantil de intermediación que favorece la puesta en contacto de usuarios para que sean ellos directamente los que puedan llevar a cabo las actividades de la economía colaborativa propiamente dichas. Es frecuente que estas plataformas ofrezcan sistemas de reputación, acompañados de sistema de verificación de usuarios, que generan confianza entre la comunidad de usuarios de la plataforma. Dentro de las plataformas según su principal motivación podemos distinguir: 
- Plataformas con ánimo de lucro.- Su motivación es el lucro. Ej. Airbnb, BlaBlaCar y Ebay
- Empresa social/Cooperativa/B.- Su motivación principal, con prioridad respecto al lucro, es social o medioambiental. Ej. Etsy, Ecrowd y Som Mobilitat
- Sin ánimo de lucro.- Su motivación principal es avanzar en su misión y/o propósito. Ej. Freecycle y Goteo
- De comunidad.- Enfocado en la escala local y/o barrial con una diversidad de estructuras legales, aunque las entidades sin ánimo de lucro y los modelos informales son los más habituales. La mayoría de las transacciones no se monetizan. Ej. Bancos de tiempo y Grupos de consumo
- Sector público.- Su objetivo es apoyar o crear acuerdos con el resto de los actores a fin de promocionar nuevas formas de compartir, aunque con una respuesta a los intereses de todos los ciudadanos y a organismos de gobierno superiores. Suelen estar sujetos a rigurosos estándares de responsabilidad, transparencia y legitimidad. Ej. Renova la teva roba (del ayuntamiento de Barcelona)

### Según la actividad de los usuarios
Podemos clasificar los movimientos de economía colaborativa según la actividad de los usuarios:
- Actividades altruistas y de donación

Se realizan con pérdida patrimonial, a título gratuito o con la finalidad de un intercambio de tiempo, bienes o servicios equiparables. Ejemplos de este tipo serían el crowdfunding de donación, la donación de bienes o los bancos de tiempo.
- Actividades sin ánimo de lucro

Se realizan sin ánimo de lucro y con ánimo de compartir gastos entre los usuarios con el objetivo de cubrir los costes que genera el uso de un bien infrautilizado o la realización de una actividad específica. Por ejemplo, actividades de compartir coche (se comparten gastos de combustible, peajes del trayecto, depreciación del vehículo, mantenimiento, seguro, impuestos,...) o de compartir alojamiento (amortización del bien, el coste de mantenimiento y los suministros, el coste de los seguros o los impuestos)
- Actividades con ánimo de lucro

Son actividades en las que se genera una ganancia patrimonial, superando el gasto generado por la actividad, prestación o bien puesto en valor.

### Según el sistema de circulación de recursos
Botsman y Rogers clasifican las iniciativas en tres tipos sistemas de circulación de recursos
- Sistemas producto-servicio

En este tipo de sistemas los productos se convierten en servicios. Son sistemas comerciales de mutualización peer-to-peer (CPMS), que permiten a los consumidores participar en intercambios monetizados a través de peer-to-peer para el acceso temporal a bienes.  Los bienes que son de propiedad privada se pueden compartir o alquilar a través de los mercados de igual a igual.  Por ejemplo, "DriveNow" de BMW es un servicio de alquiler de automóviles que ofrece una alternativa a ser propietario de uno. Los usuarios pueden acceder a un automóvil cuando y donde lo necesiten y pagar su uso por minuto.
- Mercados de redistribución o redistribución de bienes

Se basan en bienes, usados o de segunda mano, que se transmiten de alguien que no los quiere a alguien que los quiere. Esta es otra alternativa a los métodos más comunes de 'reducir, reutilizar, reciclar, reparar' para tratar los desechos. En algunos mercados, los productos pueden ser gratuitos, como en Freecycle, Zwaggle y Kashless. En otros, los productos se intercambian (como en Swap.com) o se venden por dinero en efectivo (como en eBay, craigslist y uSell).
- Estilos de vida colaborativos

Son plataformas basadas en la comunidad, la cual permite a los consumidores participar en los intercambios monetarios a través de peer-to-peer basado de servicios o el acceso a recursos tales como dinero o habilidades. Estos sistemas se basan en personas con necesidades o intereses similares que se unen para mutualizar e intercambiar activos menos tangibles, como el tiempo, el espacio, las habilidades y el dinero. El crecimiento de la tecnología móvil proporciona una plataforma para habilitar la tecnología GPS basada en la ubicación y también para compartir en tiempo real.

## Sistemas de circulación de recursos

### Plataformas decrowdfunding

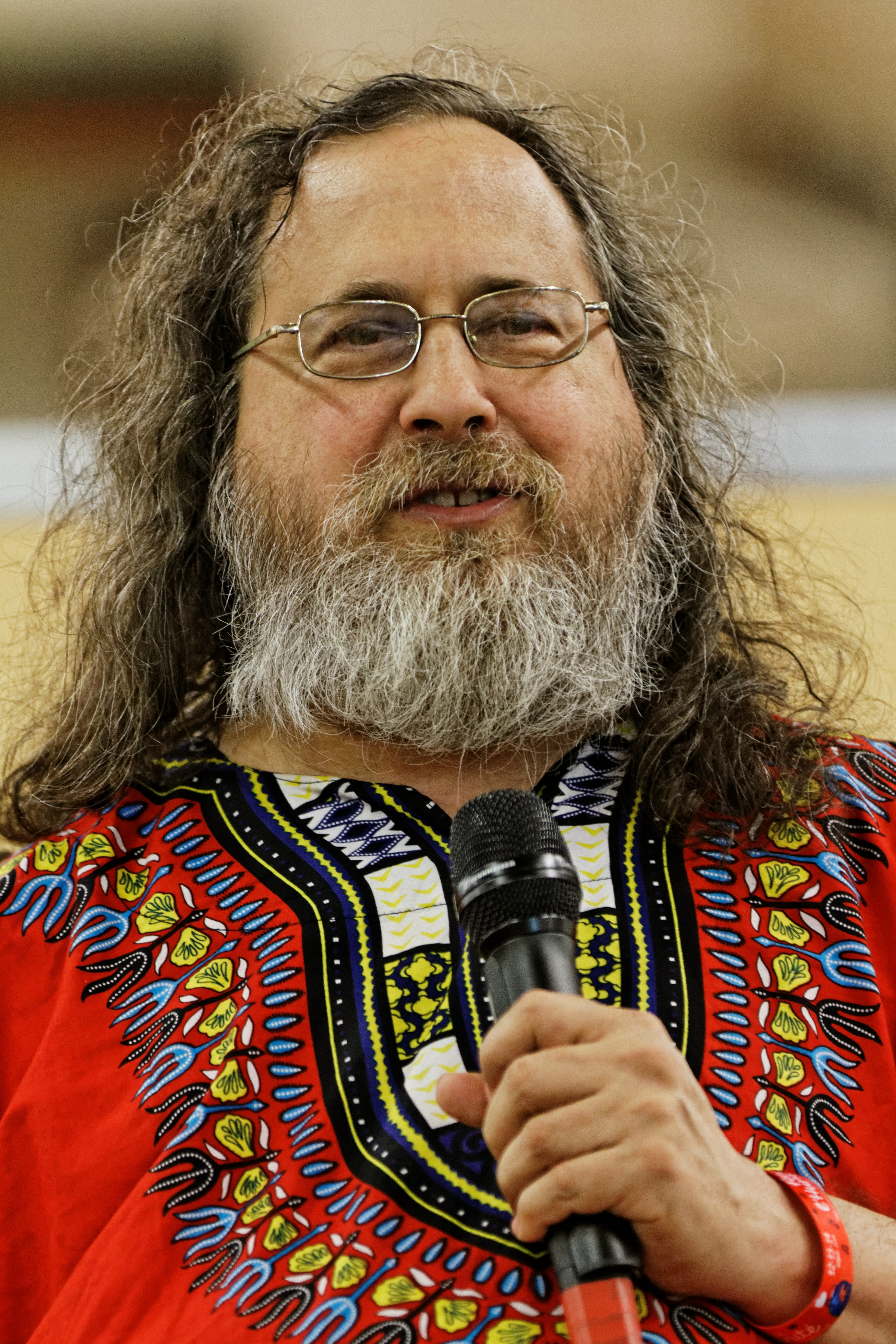
Richard Stallman - Fête de l'Humanité 2014 - 010

Según algunos autores, los modelos específicos del sector pueden destacarse como componentes específicos de la economía compartida.  Estos modelos también utilizan un mercado de dos caras para permitir que las personas contribuyan con fondos a emprendedores, artistas, programas cívicos y proyectos.

### Redes de expertos
Estos modelos también utilizan un mercado de dos caras para permitir que los expertos proporcionen información a pedido a los consumidores. 

### Datos transparentes y abiertos
Muchos gobiernos estatales, locales y federales participan en iniciativas y proyectos de datos abiertos, como data.gov y London Data Store. La teoría del acceso abierto o "transparente" a la información permite una mayor innovación, y permite un uso más eficiente de los productos y servicios, y por lo tanto apoya a las comunidades resilientes.

### Confianza
La economía colaborativa confía en la voluntad de los usuarios para compartir, pero para realizar un intercambio, los usuarios deben ser fiables y confiar unos en otros.  Las organizaciones de economía de intercambio dicen que están comprometidas a construir y validar relaciones de confianza entre los miembros de su comunidad, incluidos productores, proveedores, clientes o participantes. Además de confiar en los demás (es decir, los pares), los usuarios de una plataforma de Economía Compartida también tienen que confiar en la plataforma en sí misma y en el producto en cuestión.

### El valor no utilizado es valor perdido
El valor no utilizado se refiere al tiempo durante el cual los productos, servicios y talentos permanecen inactivos. Este tiempo de inactividad es un valor perdido que los modelos de negocio y las organizaciones que se basan en compartir pueden utilizar potencialmente. El ejemplo clásico es que el automóvil promedio no se usa el 92% del tiempo. Este valor desaprovechado puede ser un recurso importante y, por lo tanto, una oportunidad para compartir soluciones de automóviles económicos.  También hay un valor significativo no utilizado en el "tiempo perdido", como lo expresó Clay Shirky en su análisis del poder de las "multitudes" conectadas por la tecnología de la información. Muchas personas tienen capacidad no utilizada en el transcurso de su día.  Con los medios sociales y la tecnología de la información, estas personas pueden donar pequeñas porciones de tiempo para encargarse de tareas simples que otros necesitan hacer. Entre los ejemplos de estas soluciones de carácter público se incluyen el Amazon Mechanical Turk y la organización sin fines de lucro Ushahidi . 

### Los desperdicios como alimento
El desperdicio es comúnmente considerado como algo que ya no se necesita y necesita ser desechado. El desafío con este punto de vista es que gran parte de lo que definimos como desperdicio todavía tiene un valor que, con un diseño y distribución adecuados, puede servir de manera segura como "nutrientes" desbloqueando nuevos niveles de valor cada vez más escasos y costosos.  Un ejemplo es el " diseño de reliquia"  según lo articulado por el físico e inventor Saul Griffith .

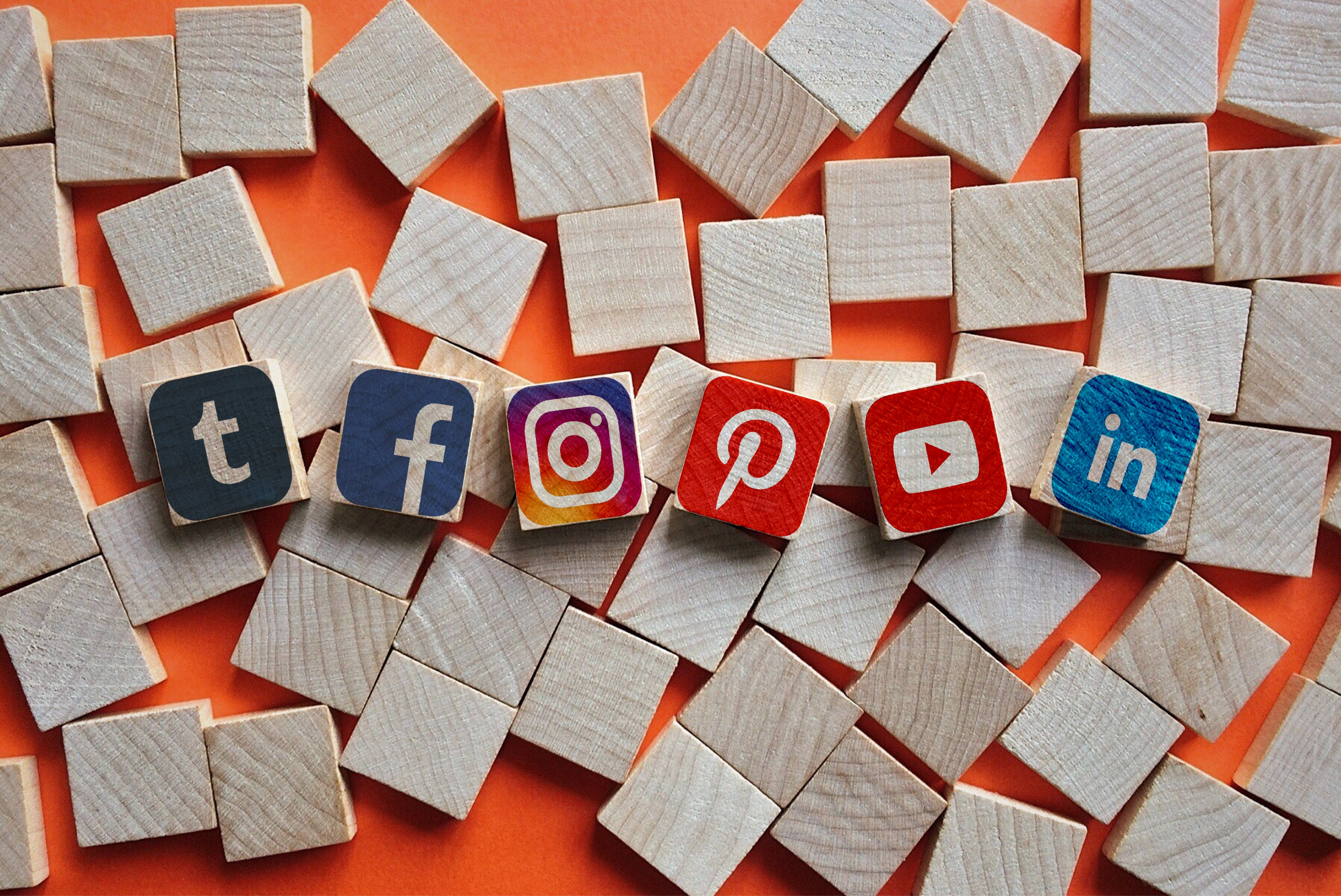
Tipos de redes sociales

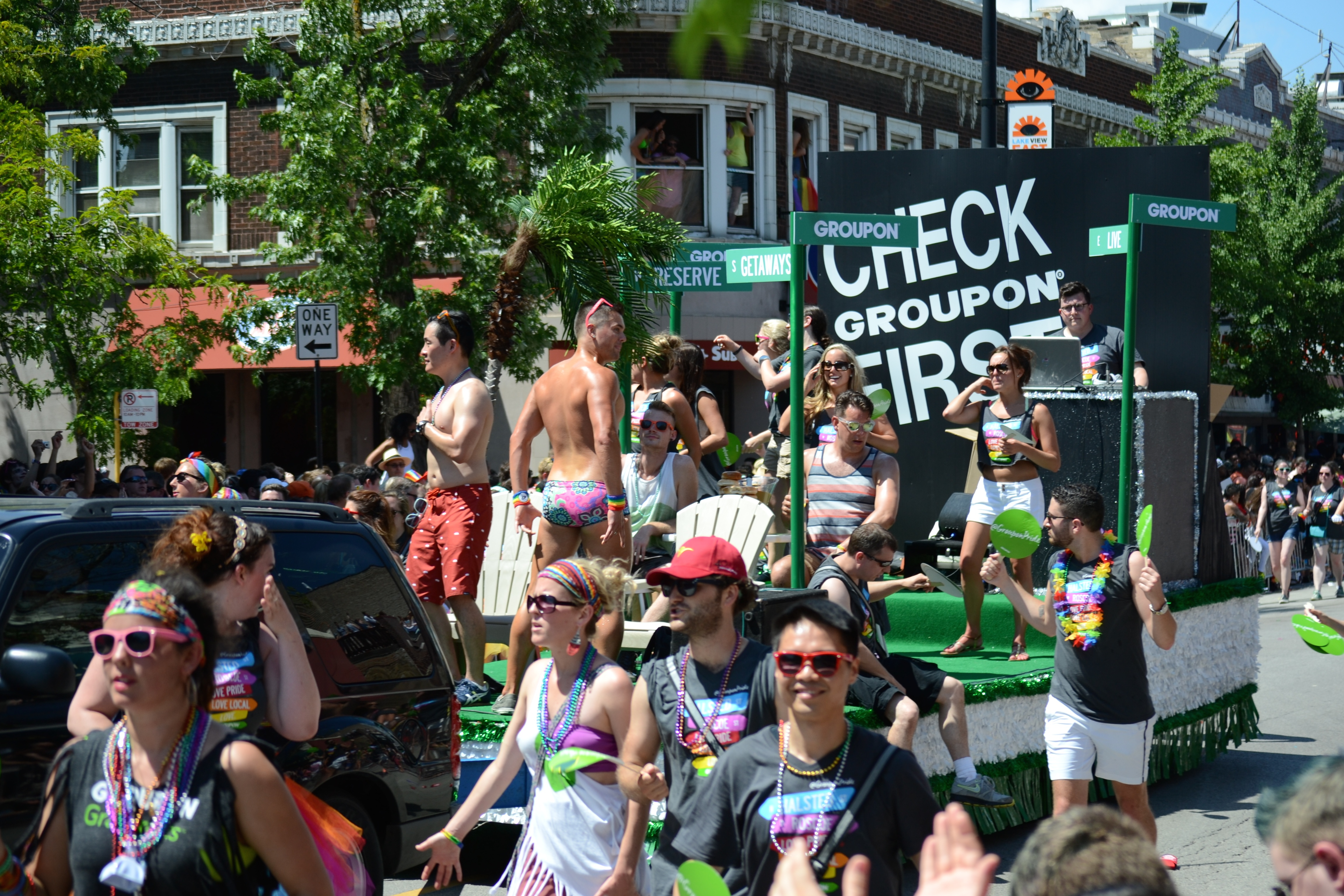
Groupon Float

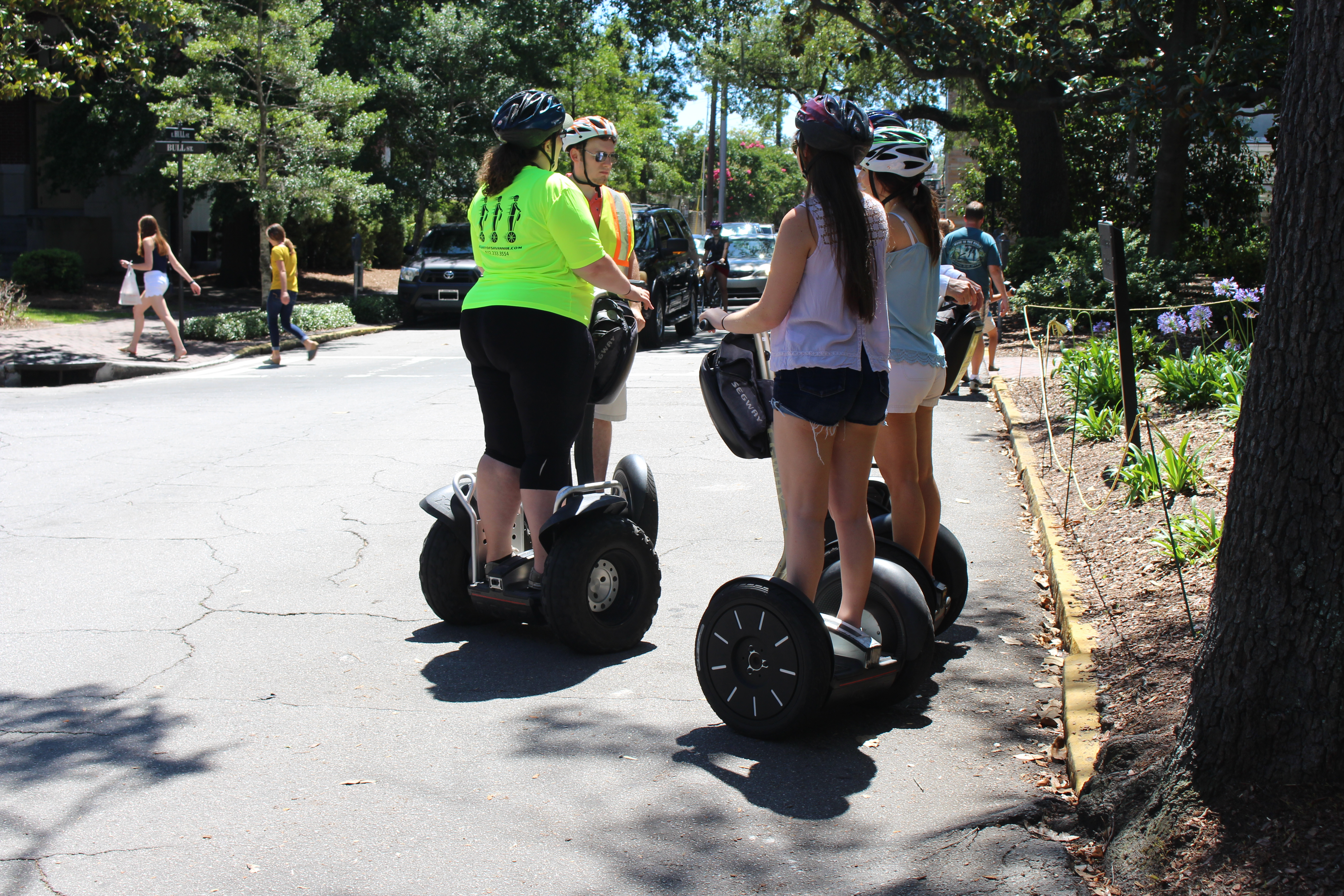
People on Segways in Savannah

## Fuerzas motrices

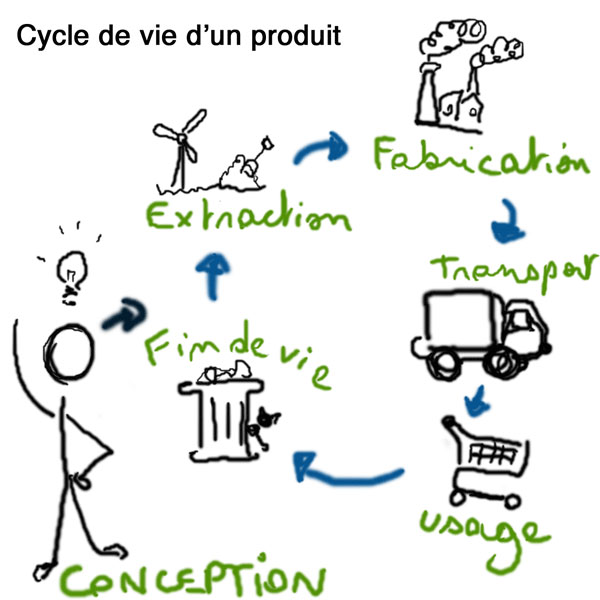
Concepción del ciclo de vida de un producto: 1-Extracción ; 2-Fabricación ; 3-Transporte ; 4-Uso ; 5-Fin de la vida útil del producto.

Las fuerzas impulsoras detrás del auge de las organizaciones y empresas de la economía del intercambio incluyen: 
- Tecnología de la información y redes sociales: una gran cantidad de tecnologías habilitantes ha llegado a la corriente principal, lo que facilita que las redes de personas y organizaciones realicen transacciones directamente y amplíen el negocio.[64] Éstas incluyen; datos abiertos,[65] la ubicuidad y bajo costo de los teléfonos móviles,[66] y las redes sociales.[67]  Estas tecnologías reducen drásticamente la fricción de los modelos empresariales y organizativos basados en acciones.
- Comercio social : la noción de que el comercio es facilitado por las redes sociales ha contribuido a la aparición de la economía del intercambio. Es más probable que las personas compren productos debido a la "influencia social ejercida por sus pares en las decisiones de compra".[68] La participación de los medios sociales alienta y promueve el intercambio de la economía y el comercio social porque no solo alienta a las personas a comprar productos similares y probar cosas similares, sino que también alienta a las personas a buscar ofertas grupales para estos productos similares. Los acuerdos grupales son proliferados por empresas como Groupon. "El comercio social se está moviendo más allá del disfrute individual y se centra en la preocupación económica. Por ejemplo, una forma pertinente de comercio social es la auto coordinación del consumidor de los acuerdos grupales para la búsqueda de ganancias económicas".[69]  "Los resultados muestran que la participación en la economía compartida está motivada por muchos factores, como su sostenibilidad, el disfrute de la actividad y los beneficios económicos".[70]
- Estilo de vida urbano: el entorno urbano congestionado crea una nueva serie de problemas que pueden ser abordados por la economía compartida. "A diferencia de las generaciones anteriores de empresas de información o basadas en tecnología, las empresas compartidas dependen de una masa crítica de proveedores y consumidores que están lo suficientemente cerca unos de otros o de otros servicios para hacer que sus plataformas funcionen, a menudo encontrando valor en el mero hecho de los beneficiosos Spillovers de proximidad ".[71] Uber, por ejemplo, toma a las personas que viven en un área común y las transporta a otra área. Sin embargo, para realizar la recogida inicial, el conductor de Uber debe estar relativamente cerca del pasajero. Los entornos urbanos obligan a las personas a vivir y trabajar en estrecha proximidad. Esto significa que la cantidad de personas que viajan hacia y desde destinos similares aumentará. Uber se dio cuenta de esto y creó un formato de negocios para aprovechar este nuevo entorno urbano. Airbnb es otro ejemplo de una empresa que resuelve un problema creado por el entorno urbano centralizado. En entornos urbanos donde el espacio para la vivienda es limitado, las personas siempre tienen dificultades para encontrar viviendas más baratas y opciones de alquiler cuando se trasladan de una ciudad a otra. Airbnb se dio cuenta de esto y pudo aprovechar a las personas que tenían espacio que no están usando y alquilarlo a un costo más barato para las personas que necesitan un lugar para quedarse por períodos de tiempo más cortos.
- Aumento de la volatilidad en el costo de los recursos naturales: el aumento de la prosperidad en el mundo en desarrollo junto con el crecimiento de la población está ejerciendo una mayor presión sobre los recursos naturales y ha provocado un aumento en los costos y la volatilidad del mercado. Esto ha incrementado la presión sobre los fabricantes tradicionales para buscar alternativas de diseño, producción y distribución que estabilicen los costos y suavicen los gastos proyectados. En este contexto, el enfoque de la economía circular ha ganado interés entre muchos actores corporativos globales. Si bien un puñado de compañías pioneras están liderando el camino, una adopción más amplia dependerá de las habilidades de la economía de malla, como la recopilación y el intercambio de datos, la difusión de las mejores prácticas y una mayor colaboración.[72] Arun Sundararajan entrevistó al director general de Ola, Bhavish Aggarwal, para sugerir que la clase media en ascenso de la India podría "saltar" de la propiedad de automóviles y pasar a compartir vehículos, dadas las grandes ineficiencias en los Estados Unidos.[73]
- Aumento de los costos: una vez que el aumento de los costos de los recursos naturales se transfiere a los consumidores, también comienzan a buscar soluciones dentro de la economía compartida. Comunidades y empresas como Visitours[74] buscan reducir los costos de adquirir recursos al compartir esos recursos con otros mientras están en uso. Al igual que para reducir los costos de transacción, como lo detalla Michael Munger en Tomorrow 3.0,[75] Visitours[74] permite a los viajeros usar los mismos recursos pero divide los costos fijos de hacerlo al compartirlos. A diferencia de Uber o Airbnb, este tipo de consumo colaborativo reduce la cantidad de exceso de capacidad en la economía sin comercializar los activos en los que se basa.

## Beneficios
Los beneficios sugeridos de la economía del intercambio incluyen: 
- Reducir los impactos ambientales negativos mediante la disminución de la cantidad de bienes que se deben producir, reduciendo la contaminación de la industria (como la reducción de la huella de carbono y el consumo general de recursos)[76][77][78]
- Fortalecer las comunidades[77]
- Reducir los costos de consumo al pedir prestado y reciclar artículos[77]
- Proporcionar a las personas acceso a bienes que no pueden comprarlos[79] o no tienen interés en el uso a largo plazo
- Mayor independencia, flexibilidad y autosuficiencia mediante la descentralización, la abolición de las barreras de entrada monetarias y la autoorganización.[80]
- Incremento de la democracia participativa.[78]
- Acelerar los patrones de consumo y producción sostenibles en ciudades de todo el mundo.[81]
- Aumento de la calidad del servicio a través de los sistemas de calificación proporcionados por empresas involucradas en la economía del intercambio[82]
- Mayor flexibilidad de horas de trabajo y salarios para contratistas independientes de la economía compartida[83]
- Aumento de la calidad del servicio prestado por las empresas predominantes que trabajan para mantenerse al día con empresas como Uber y Lyft[84]

La idea del trabajador independiente abarca muchos de los beneficios enumerados de la economía del intercambio. A través de la monetización de activos no utilizados, como el alquiler de una habitación de invitados en Airbnb, o la prestación de servicios personales a otros, como convertirse en conductor de Uber, las personas se están convirtiendo en trabajadores independientes. El trabajo independiente implica una mejor oportunidad de empleo, así como una mayor flexibilidad para los trabajadores, ya que las personas tienen la capacidad de elegir el momento y el lugar de su trabajo.  Como trabajadores independientes, las personas pueden planificar de acuerdo con sus horarios existentes y mantener múltiples trabajos si es necesario. La evidencia de la apelación a este tipo de trabajo se puede ver en una encuesta realizada por Freelancers Union, que muestra que alrededor del 34% de la población de los EE. UU. está involucrada en el trabajo independiente.

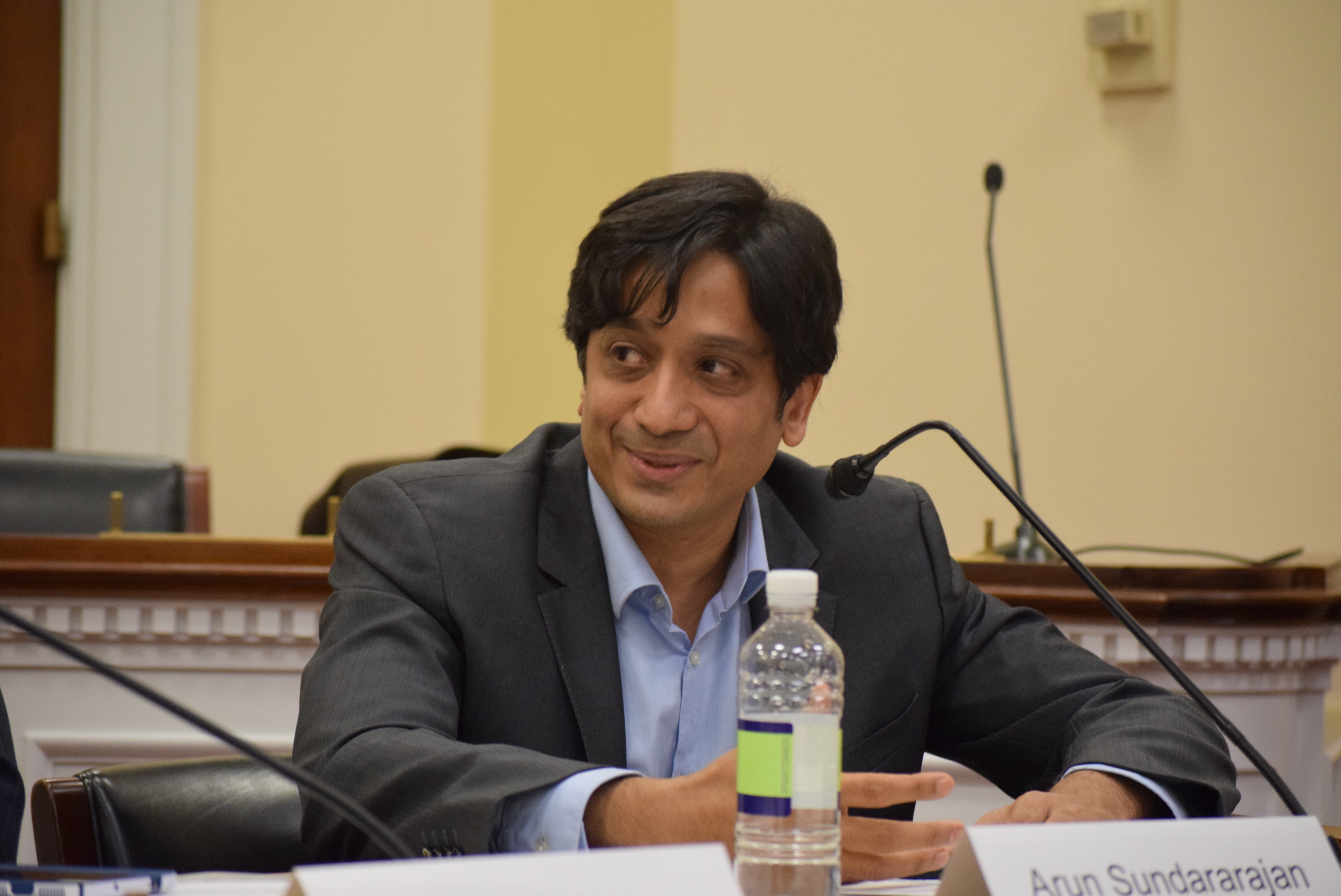
Arun Sundararajan

Según un artículo de Margarita Hakobyan, el trabajo independiente también puede ser beneficioso para las pequeñas empresas. Durante sus primeras etapas de desarrollo, muchas empresas pequeñas no pueden costearse o no necesitan departamentos a tiempo completo, sino que requieren trabajo especializado para un determinado proyecto o por un corto período de tiempo. Con trabajadores independientes que ofrecen sus servicios en la economía compartida, las empresas pueden ahorrar dinero en costos laborales a largo plazo y aumentar los ingresos marginales de sus operaciones.
El investigador Christopher Koopman, autor de un estudio realizado por economistas de la Universidad George Mason, dijo que la economía compartida "permite que las personas tomen capital ocioso y lo conviertan en fuente de ingresos".  Ha declarado: "La gente está tomando dormitorios, autos, herramientas que no están usando y se están convirtiendo en sus propios empresarios". Arun Sundararajan, un economista de la Universidad de Nueva York que estudia la economía del intercambio, dijo en una audiencia en el Congreso que "esta transición tendrá un impacto positivo en el crecimiento económico y el bienestar, al estimular el nuevo consumo, al aumentar la productividad y al catalizar la innovación individual y el espíritu empresarial".
Un estudio en Intereconomics / The Review of European Economic Policy observó que la economía del intercambio tiene el potencial de aportar muchos beneficios para la economía, al tiempo que observa que esto presupone que el éxito de los servicios de la economía del intercambio refleja sus modelos de negocios en lugar del "arbitraje regulatorio", evitando la regulación que afecta a las empresas tradicionales.
Un beneficio de compartir la economía es que puede ayudarnos en algunas situaciones específicas. Por ejemplo, cuando su teléfono tiene menos del 20% de batería, es posible que necesite un cargador compartido. El concepto de compartir el banco de energía funciona de la siguiente manera: a través de una aplicación, los usuarios localizan una estación de carga compartida, escanean un código QR, pagan un depósito y piden prestado un banco de energía. Las baterías se pueden devolver a cualquier estación de carga. En el caso de LeDian, la compañía permitió a los clientes utilizar los bancos de energía de forma gratuita durante las primeras 24 horas después de pagar un depósito de 50 yuanes (7,60 $).  Después del primer día, los usuarios pagaron 2 yuanes por día por el servicio.
Un estudio de datos independiente realizado por Busbud comparó el precio promedio de las habitaciones de hotel con el precio promedio de las ofertas de Airbnb en las trece ciudades principales de los Estados Unidos. La investigación concluyó que en nueve de las trece ciudades, las tarifas de Airbnb eran más bajas que las de los hoteles con un precio promedio de 34,56 $.  Otro estudio realizado por Busbud comparó la tarifa promedio de hotel con la tarifa promedio de Airbnb en ocho ciudades europeas importantes. La investigación concluyó que las tarifas de Airbnb eran más bajas que las tarifas de hotel en seis de las ocho ciudades.  Los datos de un estudio separado muestran que con la entrada de Airbnb en el mercado de los hoteles de Austin, Texas, se requirió que los precios bajaran un 6 por ciento para mantenerse al día con los precios más bajos de Airbnb.

## Transporte
El uso de un automóvil personal para transportar pasajeros o entregas requiere el pago o el sufrimiento de los costos de combustible, desgaste, depreciación, intereses, impuestos, así como también un seguro adecuado.  Hay aplicaciones móviles que ayudan a un conductor a conocer y administrar dichos costos.
Uber, Airbnb y otras compañías han tenido efectos drásticos en infraestructuras como la congestión vial y la vivienda. Las ciudades más importantes, como San Francisco y la ciudad de Nueva York, se han vuelto aún más congestionadas debido al uso compartido de vehículos. Según el analista de transporte Charles Komanoff, "la congestión causada por Uber ha reducido la velocidad del tráfico en el centro de Manhattan en alrededor del 8 por ciento".
The New York Times escribió que hubo una decisión corporativa reciente de Uber que tenía como objetivo reducir sus tarifas en un 15% en más de 100 ciudades de los Estados Unidos. Esta decisión hizo que muchos conductores empleados de Uber se reunieran y expresaran su desacuerdo con la reciente reducción salarial. Uber hizo una declaración afirmando que cuando reducía los precios anteriormente, "la cantidad de tiempo que los conductores pasaban esperando bajó, lo que significa que los conductores hicieron más viajes y finalmente ganaron más dinero".
Varios académicos demostraron recientemente que en 2015, Uber generó 6.8 mil millones de dólares para el bienestar del consumidor en los Estados Unidos.

### Entrega local
El modelo de economía compartida de Uber se ha replicado en otras áreas similares.  La economía de compartir viajes dio a luz a los sistemas de distribución de alimentos y comestibles. Uber lanzó una aplicación de pedido de alimentos llamada UberEATS que no solo permite a los usuarios pedir alimentos, sino que también permite que los usuarios se registren como controladores de UberEATS. Al igual que los conductores de Uber, a los conductores de UberEATS se les paga por entregar alimentos. Un ejemplo de entrega de comestibles en la economía compartida es Instacart. Tiene el mismo modelo de negocios que el de compartir de empresas como Uber, Airbnb o CanYa. Instacart utiliza recursos que están fácilmente disponibles, y los compradores compran en las tiendas de comestibles existentes. Los trabajadores contratados usan sus vehículos personales para entregar comestibles a los clientes.  Instacart logra mantener su costo bajo, ya que no requiere ninguna infraestructura para almacenar bienes. Además de tener trabajadores contratados, Instacart permite registrarse para ser un "comprador personal" de Instacart a través de su página web oficial.

## Crítica y controversias
La Harvard Business Review sostiene que "economía compartida" es un nombre inapropiado, y que la palabra correcta para esta actividad es economía de acceso. Los autores dicen: "Cuando" compartir "está mediado por el mercado, cuando una empresa es un intermediario entre consumidores que no se conocen entre sí, ya no se comparte en absoluto.  Más bien, los consumidores están pagando para acceder a los bienes o servicios de otra persona ". El artículo continúa demostrando que las compañías (como Uber) que entienden esto y cuyo marketing resalta los beneficios financieros para los participantes, tienen éxito, mientras que las compañías (como Lyft) cuyo marketing resalta los beneficios sociales del servicio tienen menos éxito. 
La noción de "economía compartida" a menudo ha sido considerada como un oxímoron y un nombre inapropiado para los intercambios comerciales reales.  Arnould y Rose propusieron reemplazar el concepto engañoso de "compartir" por el de mutualidad o mutualización. Por lo tanto, se puede hacer una distinción entre la mutualización gratuita, como el intercambio genuino y la mutualización con fines de lucro, como Uber, Airbnb o Taskrabbit.  Para Ritzer, esta tendencia actual hacia un mayor aporte de los consumidores en los intercambios comerciales se refiere a la noción de prosunción, que, como tal, no es nueva. La mutualización de recursos es, por ejemplo, bien conocida en negocios interempresariales (B2B) como maquinaria pesada en agricultura y silvicultura, así como en negocios (B2C) como lavanderías de autoservicio. Sin embargo, tres impulsores principales permiten la mutualización de recursos de consumidor a consumidor (C2C) para una amplia variedad de nuevos bienes y servicios, así como nuevas industrias. Primero, el comportamiento del cliente para muchos bienes y servicios cambia de propiedad a compartir. En segundo lugar, las redes sociales en línea y los mercados electrónicos vinculan más fácilmente a los consumidores. Y en tercer lugar, los dispositivos móviles y los servicios electrónicos hacen que el uso de bienes y servicios compartidos sea más conveniente (por ejemplo, una aplicación de teléfono inteligente en lugar de una clave física).
Andrew Leonard escribe que "la economía del intercambio ... [no es] la "economía del regalo" de Internet tal como se concibió originalmente, una utopía en la que todos nos beneficiamos de nuestras contribuciones voluntarias. Es algo muy diferente: la implacable cooptación de la economía del regalo por el capitalismo de mercado. La economía del intercambio, tal como la practica Silicon Valley, es una traición a la economía del regalo. El potlatch ha sido aplastado y reemplazado por un centro comercial digital".
El Instituto Graham de Internet de Oxford ha argumentado que las partes clave de la economía compartida imponen un nuevo equilibrio de poder a los trabajadores.  Al reunir a trabajadores en países de bajos y altos ingresos, las plataformas de economía colaborativa que no están limitadas geográficamente pueden generar una "carrera hacia el fondo" para los trabajadores. 

### Relación con la pérdida de empleo
La revista New York escribió que la economía compartida ha tenido éxito en gran parte porque la economía real ha estado luchando.  Específicamente, en opinión de la revista, la economía de intercambio tiene éxito debido a un mercado laboral deprimido, en el que "mucha gente está tratando de llenar los huecos de sus ingresos al monetizar sus cosas y su trabajo de manera creativa", y en muchos casos, la gente se une a la economía de intercambio porque recientemente han perdido un trabajo de tiempo completo, incluidos algunos casos en los que la estructura de precios de la economía de intercambio puede haber hecho que sus empleos anteriores sean menos rentables (por ejemplo, los taxistas de tiempo completo que pueden haber cambiado a Lyft o Uber). La revista escribe que "En casi todos los casos, lo que obliga a las personas a abrir sus casas y autos a los extraños es el dinero, no la confianza". Las herramientas que ayudan a las personas a confiar en la bondad de los extraños podrían estar empujando a los vacilantes participantes de la economía del intercambio a pasar por el umbral de la adopción. Pero lo que los lleva al umbral en primer lugar es una economía dañada y una política pública dañina que ha obligado a millones de personas a buscar empleos extraños para su sustento ".
De acuerdo con CBS News, también existe el "audaz plan de Uber para reemplazar a los conductores humanos"  Una vez que compañías como Uber reemplazan a los conductores humanos por autos sin conductor, se producirá una mayor pérdida de empleos, ya que incluso la conducción independiente será reemplazada por la automatización. 
Sin embargo, Carl Benedikt Frey descubrió que si bien la introducción de Uber no había provocado la pérdida de empleos, si que había provocado una reducción en los ingresos de los taxistas incumbentes de casi el 10 por ciento.
El Huffington Post escribió que algunas personas creen que la reciente recesión llevó a la expansión de la economía compartida porque las personas podrían emplearse fácilmente a través de los servicios que ofrecen estas compañías. Sin embargo, este concepto solo esconde el hecho de que dicho empleo es solo una cara nueva para el trabajo contractual y el empleo temporal que no proporciona las garantías necesarias para la vida moderna. Cuando las empresas utilizan un empleo por contrato, la "ventaja para una empresa de utilizar trabajadores no regulares es obvia: puede reducir los costos laborales en forma dramática, a menudo en un 30 por ciento, ya que no es responsable de los beneficios de salud, seguridad social, desempleo o lesiones del trabajador, licencia pagada por enfermedad o vacaciones y más. Los trabajadores son subcontratados, a quienes se les prohíbe formar sindicatos, no tienen un procedimiento de quejas y pueden ser despedidos sin previo aviso ".

### Eludiendo la ley de protección laboral

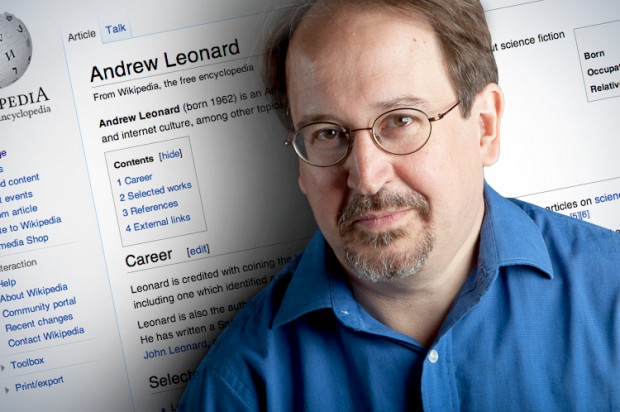
Andrew Leonard

En el sitio web Xconomy se escribe sobre el debate sobre el estado de los trabajadores dentro de la economía de intercambio, ya sea que deban ser tratados como trabajadores contratados o empleados de las empresas. Este problema parece ser el más relevante entre las empresas de economía de intercambio como Uber. La razón por la que esto se ha convertido en un tema tan importante es que los dos tipos de trabajadores reciben un trato muy diferente. A los trabajadores contratados no se les garantiza ningún beneficio y el pago puede ser inferior al promedio. Sin embargo, si son empleados, se les otorga acceso a los beneficios y el pago es generalmente más alto. El estado de California está tratando de perseguir a Uber y hacer que paguen una multa para compensar a los trabajadores de manera justa. La Comisión de Servicios Públicos de California estaba trabajando en un caso que "aborda el mismo problema subyacente visto en la controversia de los trabajadores contratados: si las nuevas formas de operar en el modelo de economía compartida deben estar sujetas a las mismas regulaciones que rigen a las empresas tradicionales".  Al igual que Uber, Instacart también tuvo que enfrentar demandas similares. En 2015, se presentó una demanda contra Instacart alegando que la compañía clasificó incorrectamente a una persona que compra y entrega comestibles como contratista independiente.  Instacart tuvo que hacer eventualmente a todas esas personas empleados de medio tiempo y tuvo que otorgar beneficios tales como seguro de salud.  Esto llevó a Instacart a tener miles de empleados durante la noche.

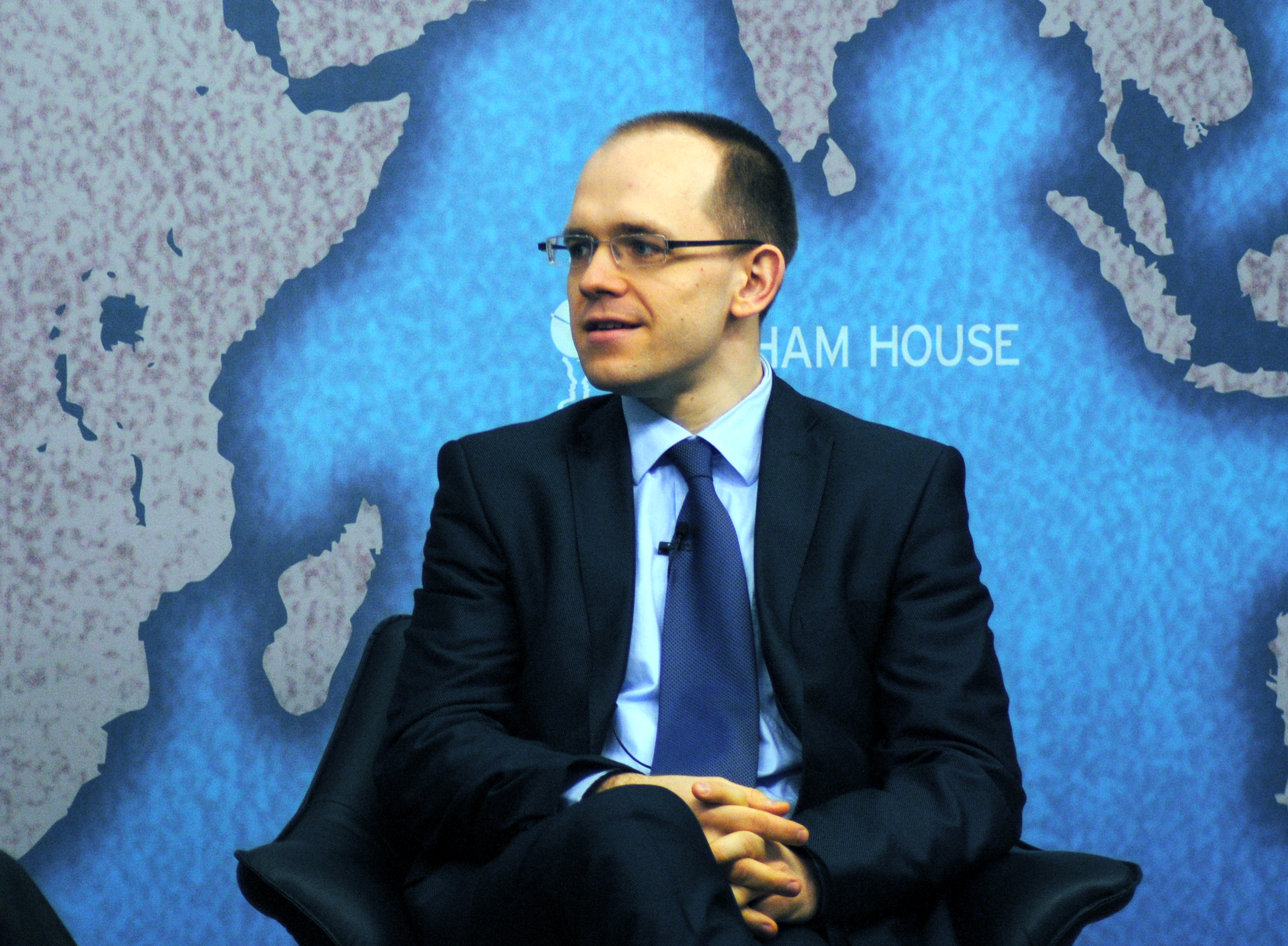
Evgeny Morozov

Por otro lado, un artículo de 2015 de economistas de la Universidad George Mason argumentó que muchas de las regulaciones eludidas por negocios de economía compartida son privilegios exclusivos presionados por grupos de interés. Los trabajadores y empresarios que no están conectados con los grupos de interés que participan en este comportamiento de búsqueda de rentas están, por lo tanto, restringidos de ingresar al mercado. Por ejemplo, los sindicatos de taxistas que cabildean a un gobierno de la ciudad para restringir la cantidad de taxis permitidos en la carretera impiden que un mayor número de conductores ingresen al mercado. 
La misma investigación encuentra que, mientras que los trabajadores de la economía compartida carecen de las protecciones que existen en la economía tradicional, muchos de ellos no pueden encontrar trabajo en la economía tradicional. En este sentido, están aprovechando oportunidades que el marco regulatorio tradicional no ha podido brindarles. A medida que crece la economía de intercambio, los gobiernos en todos los niveles están revaluando cómo ajustar sus esquemas regulatorios para acomodar a estos trabajadores. 
La investigación de Carl Benedikt Frey encontró que la "economía de intercambio" ha tenido impactos negativos sustanciales en los salarios de los trabajadores.

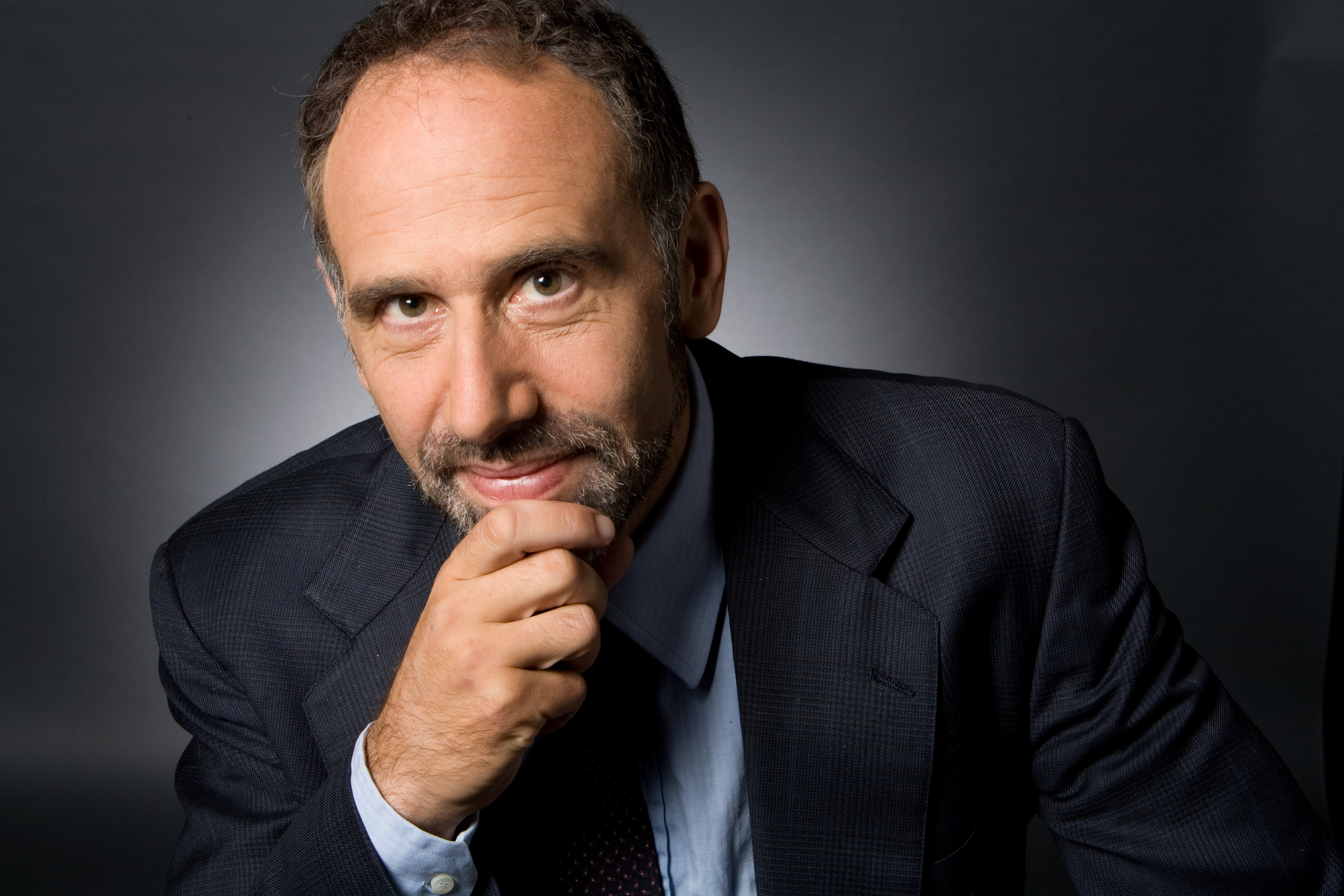
Dean Baker

### Beneficios no acumulados uniformemente
Andrew Leonard , Evgeny Morozov , Bernard Marszalek, Dean Baker y Andrew Keen criticaron el sector con fines de lucro de la economía compartida, escribiendo que las empresas de la economía compartida "extraen" las ganancias de su sector dado al reducir los costos existentes de hacer negocios, evitando impuestos, regulaciones y seguros.  De manera similar, en el contexto de los mercados independientes en línea, ha habido preocupaciones de que la economía compartida podría resultar en una "carrera hacia la parte inferior" en términos o salarios y beneficios: a medida que se conectan millones de nuevos trabajadores de países de bajos ingresos.
Susie Cagle escribió que los beneficios que los grandes actores de la economía compartida podrían estar obteniendo no se están filtrando, y que la economía compartida "no genera confianza" porque, al construir nuevas conexiones, a menudo "replica patrones antiguos de accesos privilegiados para algunos, y negación para otros ". William Alden escribió que "se supone que la llamada economía compartida ofrece un nuevo tipo de capitalismo, en el que las personas normales, habilitadas por plataformas en línea eficientes, pueden convertir sus activos en cajeros automáticos. Pero la realidad es que estos mercados también tienden a atraer a una clase de operadores profesionales adinerados, que superan a los aficionados, al igual que el resto de la economía".

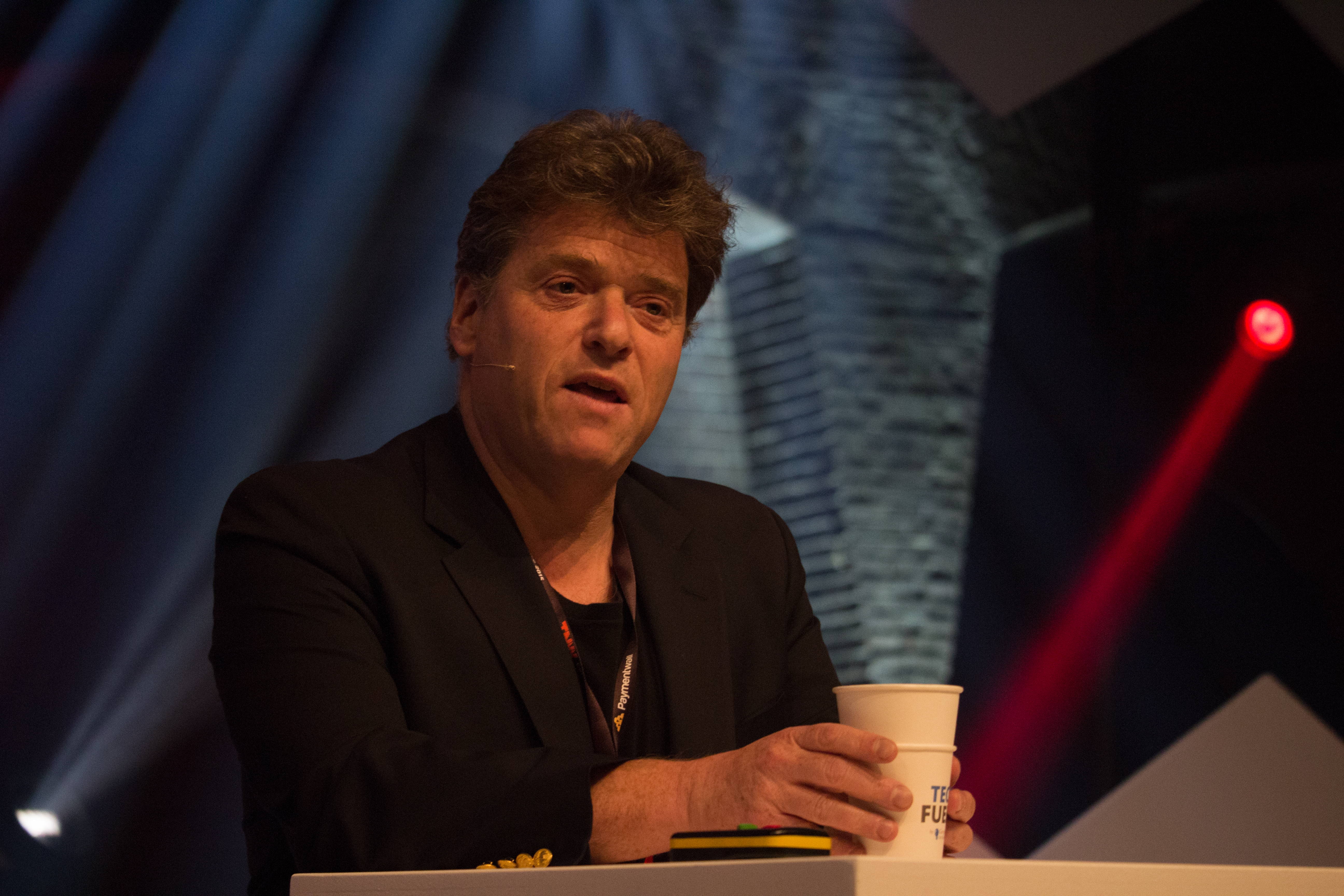
Andrew Keen

El beneficio económico local de la economía compartida se compensa con su forma actual, que es que las grandes empresas de tecnología obtienen una gran cantidad de ganancias en muchos casos. Por ejemplo, Uber toma una comisión de hasta el 30% de los ingresos brutos de sus conductores, dejando a muchos conductores con un salario inferior al mínimo. Esto recuerda a un estado rentista máximo "que deriva la totalidad o una parte sustancial de sus ingresos nacionales de la renta de los recursos indígenas a clientes externos". 

### Otros asuntos
- Business Insider escribió que compañías como Airbnb y Uber no comparten sus datos de reputación de los usuarios. Este es un problema, ya que no importa qué tan bien se comporten las personas en una plataforma, su reputación no viaja con ellos.  Esta fragmentación tiene algunas consecuencias negativas, como los ocupantes ilegales de Airbnb que previamente habían engañado a los usuarios de Kickstarter por una suma de 40.000 dólares.[137]  El intercambio de datos entre estas plataformas podría haber evitado la repetición del incidente.  La opinión de Business Insider es que, dado que la economía de intercambio está en su infancia, esto ha sido aceptado. Sin embargo, a medida que la industria madure, esto tendrá que cambiar.[138]
- Giana Eckhardt y Fleura Bardhi dicen que la economía compartida promueve y prioriza las tarifas baratas y los costos bajos en lugar de las relaciones personales, que está ligada a problemas similares en el crowdsourcing. Por ejemplo, Zipcar se anuncia como un servicio de viaje compartido, pero se considera que los consumidores obtienen beneficios similares de Zipcar como lo harían con, por ejemplo, un hotel.  En este ejemplo, hay una interacción social mínima y la principal preocupación es el bajo costo. Otros ejemplos incluyen muchos miles de otras economías compartidas, como AirBnB o Uber.
- Debido a esto, la "economía del intercambio" puede no ser sobre compartir sino sobre acceso. Giana Eckhardt y Fleura Bardhi dicen que la economía de "compartir" ha enseñado a las personas a priorizar el acceso barato y fácil a través de la comunicación interpersonal, y el valor de hacer un esfuerzo adicional por esas interacciones ha disminuido.[139] A la luz de la discusión sobre la economía compartida contra la economía de acceso, los modelos de negocios de las plataformas de economía compartida también están siendo examinados. El modelo similar al depósito en garantía practicado por varias de las plataformas de economía de intercambio más grandes, en las que facilitan y manejan la contratación y los pagos en nombre de sus suscriptores, subraya aún más el énfasis en el acceso y las transacciones en lugar de compartir.[140]
- La economía de intercambio también ha causado muchos problemas, ya que a menudo se vuelve ambigua en cuanto a cuáles son los roles de los trabajadores dentro de estas compañías. Por ejemplo, Uber ha tenido muchos problemas en el debate sobre si sus conductores se consideran conductores de taxi registrados o contratistas independientes.[141] Este debate ha provocado que Uber tenga que retirar su presencia en varios lugares, como Alaska o Barcelona. Uber suscitó una gran controversia en Alaska porque si los conductores de Uber fueran considerados conductores de taxi registrados, eso significaría que tendrían derecho a recibir un seguro de compensación para trabajadores. Sin embargo, si se consideraran contratistas independientes, no recibirían estos mismos beneficios. Debido a todas las disputas, Uber decidió retirar sus servicios del mercado de Alaska.[142] Igual ha hecho en Barcelona al implantarse unas condiciones mínimas de prestación de servicio en 2019.[143]
- Además, el estado de los conductores de viajes compartidos sigue siendo ambiguo cuando se trata de asuntos legales.  En la víspera de Año Nuevo en 2013, un conductor fuera de servicio para Uber mató a un peatón mientras buscaba un pasajero. Dado que el conductor era considerado un contratista, Uber no compensaría a la familia de la víctima. El contrato establece que el servicio es una plataforma coincidente y "la compañía no proporciona servicios de transporte, y ... no tiene ninguna responsabilidad por los servicios ... proporcionados por terceros".[141]
- Se ha descubierto que estas empresas han usado su poder sobre los consumidores y la mano de obra para prácticas comerciales poco éticas. En marzo de 2017, se demostró que Uber usó su plataforma para dirigirse a los funcionarios reguladores. Al utilizar un software llamado 'Greyball',[144] Uber pudo dificultar que los funcionarios obtuvieran información sobre la aplicación. Otros esquemas implementados por Uber incluyen el uso de su aplicación para mostrar automóviles "fantasmas" cercanos a los consumidores en la aplicación, lo que implica tiempos de recolección más cortos de lo que realmente podría esperarse. Uber también cambia sus contratos y cláusulas de comisiones tanto que confunde a los conductores en cuanto a sus términos de empleo.[145]
- La economía compartida también ha causado problemas porque muchas compañías se han disparado en esta nueva economía y han reemplazado casi por completo a las compañías tradicionales que vinieron antes que ellas, que ofrecían los mismos servicios. Las regulaciones que cubren las compañías de taxis tradicionales pero no los servicios de uso compartido de vehículos pueden poner a los taxis en una desventaja competitiva.[141] Volviendo al ejemplo de Uber, Uber ha enfrentado muchos problemas en todo el mundo debido al hecho de que ha alejado a una gran parte de los clientes de las compañías de taxis tradicionales. Uber también ha sido prohibido en varios países o distritos, incluidos China, Taiwán, Italia y muchos otros.[146]  Esto se debe principalmente al hecho de que los países vieron a la compañía como una competencia desleal para los servicios de taxi y crearon leyes y regulaciones contra Uber para ayudar a las compañías de taxis.[142]

### Robo
Un servicio para compartir, llamado Sharing E Umbrella, se inició en 11 ciudades de China en 2017. Perdió casi todas las 300.000 sombrillas colocadas para compartir durante las primeras semanas.

### Justificaciones
La desintermediación y la naturaleza informal de las plataformas basadas en la comunidad como Uber y Airbnb (de la economía colaborativa), pueden exacerbar los viejos problemas y generar nuevos desafíos. Dichas plataformas pueden ser cuestionables ética y moralmente y, por lo tanto, constituir esquemas de consumo controvertidos. Un estudio utilizó la teoría de neutralización clásica de Sykes y Matza (1957), del campo de la criminología, para identificar cómo los partidarios y usuarios de plataformas basadas en la comunidad justifican la existencia de sistemas de consumo controvertidos, como las plataformas basadas en la comunidad.  Curiosamente, para justificar estas plataformas, tanto los proveedores como los usuarios tienden a depender mucho de las técnicas de neutralización, como apelar a una mayor lealtad (por ejemplo, el bien para la sociedad, la competencia libre y justa), la condena de los que se oponen (por ejemplo los taxistas en el caso de Uber, las cadenas hoteleras en el caso de Airbnb), la negación de las víctimas (es decir, los taxistas y los empleados del hotel no son víctimas), la negación de responsabilidad (es decir, Uber y Airbnb no tienen la culpa, el Estado si), y la invocación de la normalidad (es decir, estas plataformas se convertirán en la norma de todos modos, o es la norma en otras ciudades o países). Además, estas técnicas se utilizan junto con técnicas de no neutralización para defender servicios de colaboración controvertidos como Uber.

## Ejemplos
| Agricultura - Jardín compartido - Biodiversidad agrícola - Intercambio de semillas Finanzas - Recaudación de fondos - Banca Peer-to-peer - Préstamo entre particulares - Economía virtual Comida - OpenCola - Banco de alimentos - Cena social Viajes - ToursByLocals - Click and Boat Bienes raíces - Airbnb - Covivienda - Trabajo cooperativo - CouchSurfing - Emergencybnb - Intercambio de casas - Alquiler - tiempo compartido - Fairbnb Trabajo - Comunidad de práctica - Innovación abierta - Trabajo colaborativo - Freelance - Sistema de cambio local | Propiedad - Trueque - Intercambio de libros - Centro de préstamos - Intercambio de ropa - Propiedad fraccionada - Tienda gratis - Ludoteca Transporte - Sistema de bicicletas compartidas - Carpool - Carsharing - Ciclismo - Taxi colectivo - Compañía de red de transporte - Vanpool Tecnología - Computación en la nube - Proyecto GNU - Software de código abierto - Computación voluntaria - Hardware libre Derechos digitales - Copyleft - Licencia Arte Libre - Contenido abierto Otros - Bienes club - Movimiento Wikimedia - Wikipedia |

## Otras lecturas
- A Policy Agenda for the Sharing Economy, The Urbanist, October 2012
- Kostakis, V., and Bauwens, M. (2014) Network Society and Future Scenarios for a Collaborative Economy. Basingstoke, UK: Palgrave Macmillan.
- All Eyes on the Sharing Economy, The Economist, March 9, 2013
- The Twilight of the Sharing Economy—or the Dawn?, The Atlantic, May 7, 2013
- The End of Ownership Archivado el 15 de abril de 2017 en Wayback Machine., Boston Magazine, May 2013
- Leonard, Andrew (January 2012). «The Economy of Sharing».
- Nanos, Janelle (May 2013). «The End of Ownership». Archivado desde el original el 15 de abril de 2017. Consultado el 11 de febrero de 2019.
- The Sharing Economy: Embracing Change with Caution, Swedish Entrepreneurship Forum, June 2015
- Sharing economy for Science Instruments and Equipment (wired.com)
- Adapting to the Sharing Economy, MIT Sloan Management Review, 56(2), 2015, S. 71–77.

- Datos: Q2277143
- Multimedia: Sharing economy / Q2277143